# Cetechovice (zámek)
Zámek Cetechovice je barokní zámek z 18. století v obci Cetechovice v okrese Kroměříž ve Zlínském kraji. Od roku 1958 je veden jako kulturní památka. Zámek je v soukromém vlastnictví. Veřejnosti je nepřístupný.

## Historie
Původně zde stávala gotická tvrz, poprvé připomínána roku 1481. Nepravidelnosti v utváření severního a východního křídla zámku svědčí o lokální návaznosti na tuto tvrz. Tvrz zanikla na konci 16. století nebo na konci třicetileté války. Nějaké úpravy tvrze zřejmě provedl Karel Antonín Zeller z Rosenthalu, který vlastnil Cetechovice v letech 1682–1685, ale zámek byl vystavěn až v letech 1731–1738 za Josefa Antonína z Mayerswaldu. O rok později koupil zámek a panství Amand Antonín Petřvaldský z Petřvaldu, který vlastnil střílecké panství, ke kterému Cetechovice připojil. Zámek nechal přestavět do nynější podoby obdélníkové barokní stavby. Architekt, jehož jméno není známo, působil ve službách velehradského kláštera. Roku 1763 získali zámek koupili Küenburgové, kteří přeměnili park kolem zámku v pole.
V roce 1912 musel hrabě Albert Herberstein, který vlastnil střílecké panství včetně Cetechovic, celé panství prodat, když se dostal do finanční tísně. Koupila je Pozemková banka v Praze, která ve stejném roce prodala velkostatek Cetechovice a zámek Josefu Šimonovi. V roce 1948 byl jeho synovi znárodněn veškerý majetek. Poté zámek užíval státní statek jako byty pro úředníky a následně v něm několik let byly kanceláře MNV a JZD. Kvůli špatnému stavu byl objekt zámku opuštěn v roce 1967 a ještě v tentýž rok ho zakoupila charita pro domov sester řádu svatého Františka. Pro potřeby nového využití byly interiéry zámku zcela přebudovány. Vnější vzhled s výjimkou ochozů na nádvoří zůstal stejný. Po roce 1989 byl zámek v restitucích navrácen rodině Šimonů. V současnosti (2021) je zámek nevyužitý.

## Pověsti
Josef Antonín z Mayerswaldu ve své poslední vůli z 28. dubna 1738, zřídil pro Cetechovice rozsáhlou chudinskou nadaci. K tom use váže pověst, podle které nadace nevznikla z jeho vůle, nýbrž zásahem nadpřirozených sil. V pověsti nahradila rytíře prostá vesnická dívka, po které tajuplný pekař hodil kusem těsta. Když vylekaná dívka přiběhla domů, vypadlo jí ze zástěry ryzí zlato. Děvečka rychle chřadla a záhy zemřela. Před smrtí prý odkázala zlato farnímu úřadu s přáním, aby bylo každoročně poděleno 18 potřebných lidí.

## Stavební podoba
Zámek je čtyřkřídlá jednopatrová budova s nepravidelně obdélníkovým uzavřeným dvorem, který je ze tří stran obklopen ochozy v obou podlažích. Zadní průčelí a vnitřní fasády jsou hladké, zatímco jižní průčelí a boky jsou členěné v přízemí plastikovou rusktikou a v patře zdvojenými pilastry. Vstup do zámku tvoří masivní portál nad nímž je dvojerb se znaky Zellerů z Rosenthalu a Mayerů z Mayerswaldu. Prostory v interiéru jsou plochostropé. Stavba má mansardovou střechu s bobrovkovou krytinou.